# Ctenoplectra terminalis
Ctenoplectra terminalis är en biart som beskrevs av Smith 1879. Ctenoplectra terminalis ingår i släktet Ctenoplectra och familjen långtungebin. Inga underarter finns listade i Catalogue of Life.

## Bildgalleri

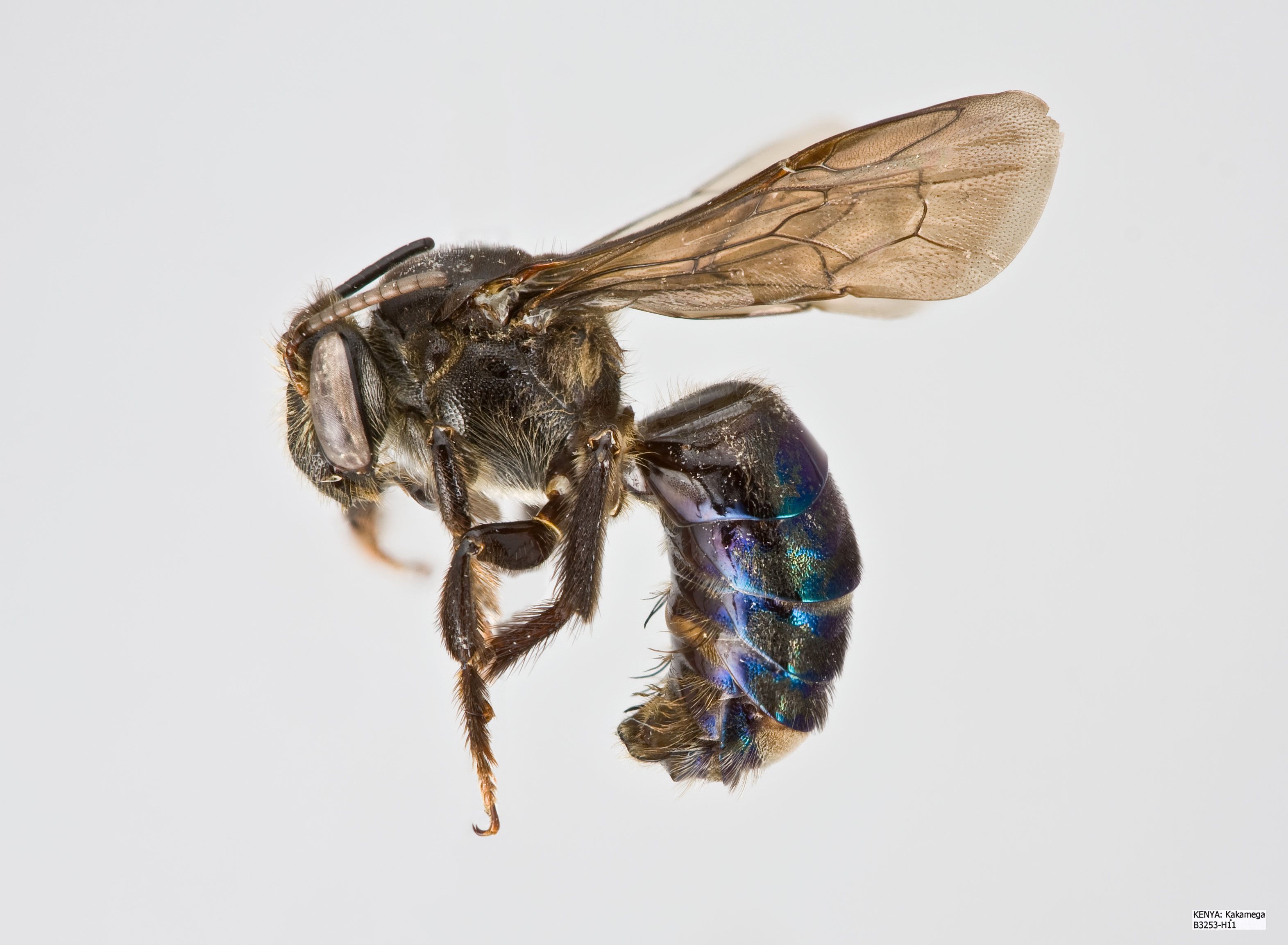